# Beaudéduit
Beaudéduit är en kommun i departementet Oise i regionen Hauts-de-France i norra Frankrike. Kommunen ligger i kantonen Grandvilliers som tillhör arrondissementet Beauvais. År 2022 hade Beaudéduit 170 invånare.

## Befolkningsutveckling
Antalet invånare i kommunen Beaudéduit
| Referens: INSEE |